# Jaime Pradilla
Jaime Pradilla Gayán (Saragozza, 3 gennaio 2001) è un cestista spagnolo.

## Carriera
Con la Spagna ha vinto i Campionati europei del 2022.